# Microregione di Litoral de Camocim e Acaraú
Litoral de Camocim e Acaraú è una microregione dello Stato del Ceará in Brasile, appartenente alla mesoregione di Noroeste Cearense.

## Comuni
Comprende 12 municipi:
- Acaraú
- Barroquinha
- Bela Cruz
- Camocim
- Chaval
- Cruz
- Granja
- Itarema
- Jijoca de Jericoacoara
- Marco
- Martinópole
- Morrinhos